# Faune du Venezuela

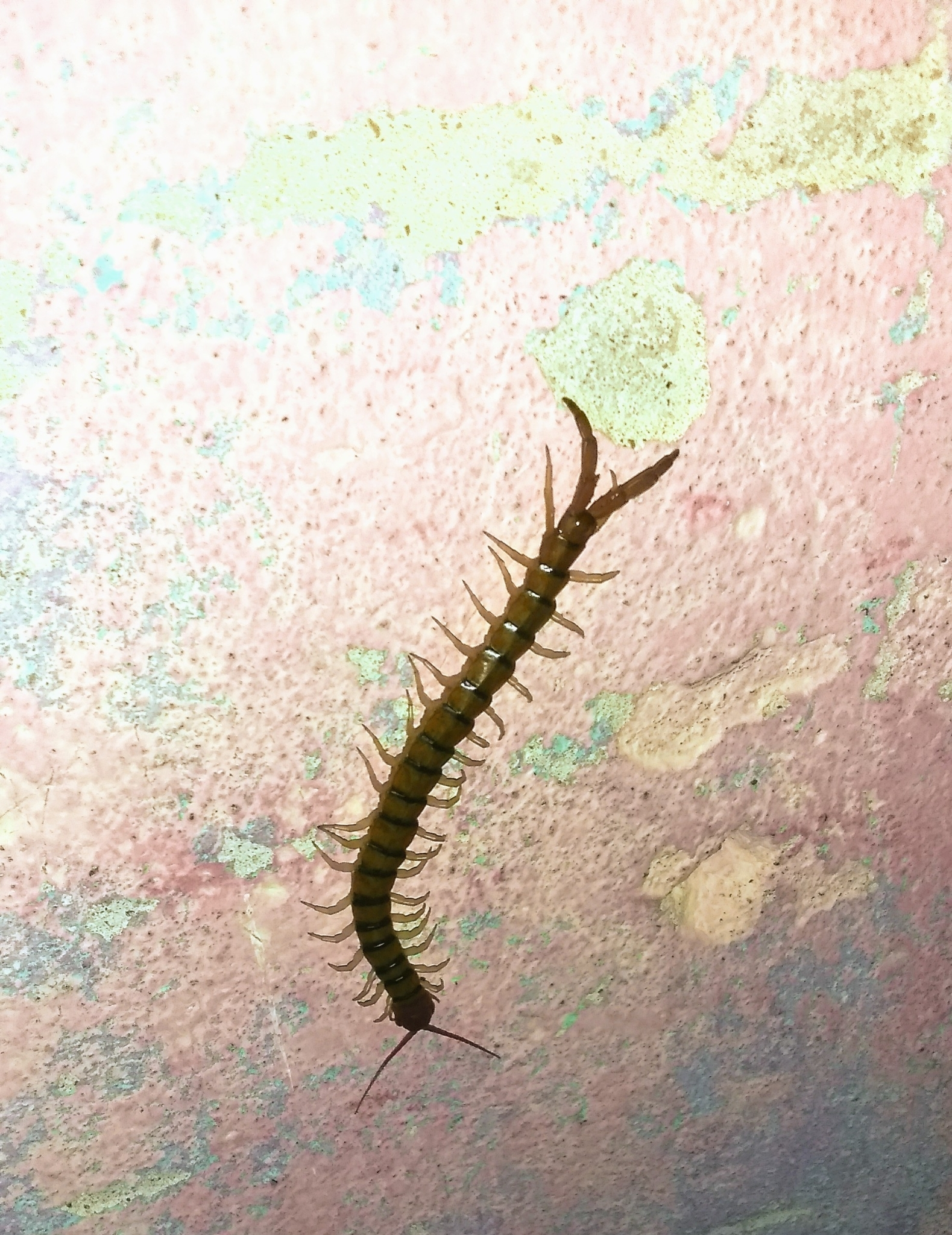
un "Scolopendra angulata" une espèce de scolopendre localisé au Venezuela, en Equateur et en Colombie majoritairement.

La faune du Venezuela est composée de nombreuses variétés d'animaux uniques au monde. Ainsi environ 23 % des reptiles et 50 % des amphibiens qui vivent sur le territoire vénézuélien sont endémiques du Venezuela[réf. souhaitée].
En 2019 on y comptait 351 espèces de mammifères, 341 reptiles et 1 417 espèces d'oiseaux, répartis dans des types d'habitats variés.
De nouvelles espèces de poisson inconnus jusque là ont été découverts en 2003.